# Ichthyoelephas longirostris
Ichthyoelephas longirostris es una especie de peces de la familia Prochilodontidae en el orden de los Characiformes.

## Morfología
Los machos pueden llegar alcanzar los 80 cm de longitud total.

## Hábitat
Es un pez de agua dulce y de clima tropical.

## Distribución geográfica
Se encuentran en Sudamérica:  cuencas de los ríos  Cauca y  Magdalena en Colombia.